# Tyler Downs
Tyler Downs (San Luis, 19 de julio de 2003) es un saltador olímpico competitivo estadounidense y personalidad de las redes sociales.

## Primeros años y educación
Tyler Downs nació el 19 de julio de 2003 en San Luis, Misuri. Es el menor de siete hijos de Theresa y Donnie Downs. Asistió a la Escuela Online Laurel Springs y se graduó en 2021.

## Carrera
Downs es seis veces campeón nacional juvenil de saltos de EE. UU. Downs compitió en los Juegos Panamericanos Juveniles de Estados Unidos de 2015, 2017 y 2019. Compitió en las Series Mundiales de Sagamihara y Pekín de 2019. En el Campeonato Mundial Juvenil de Saltos de 2018, fue medallista de plata en 1 metro. En el Campeonato Panamericano Junior de 2019, ganó el oro en 3 metros y 3 metros sincronizados y el bronce en plataforma de 1 metro.
Downs se clasificó para representar a los Estados Unidos en el trampolín de 3 metros masculino en los Juegos Olímpicos de Verano de 2020 en Tokio después de triunfar en el evento de pruebas olímpicas de los EE. UU. y en el proceso derrotar a su héroe, David Boudia. Sin embargo, en Tokio no pudo pasar de la ronda preliminar, terminando en el puesto 23 entre 29 saltadores.
En los Juegos Panamericanos de 2023, realizados en Santiago de Chile, compitió en la prueba de trampolín 3 metros individual, quedando en sexto lugar, y en el trampolín 3 metros sincronizado obtuvo la medalla de bronce junto a Jack Ryan.

## Vida personal
Downs vive en Ballwin, Misuri. Se comprometió a asistir a la Universidad Purdue en West Lafayette, Indiana, en el otoño de 2021, para competir por el equipo de natación y clavados "Boilermakers".
Downs tiene una gran presencia en TikTok con más de 931 000 seguidores. En los Juegos Panamericanos de 2023, realizados en Santiago de Chile, adquirió popularidad gracias a sus videos en redes sociales —especialmente en TikTok— junto al clavadista canadiense Bryden Hattie.